# Koksovna Jan Šverma
Koksovna Jan Šverma, dříve Koksovna Ignát, v Mariánských Horách se začala stavět v roce 1890, tedy v době hloubení jámy budoucího dolu Ignát. Byla vybudována jako integrální součást dolu a byla ve své době největší v celém revíru. Roku 1918 se stala samostatným podnikem. Původní baterie systému Otto a Koppers a Still byly v letech 1959–1962 nahrazeny typem SA a v letech 1967 a 1974 typem S1. Roku 1952 se stala součástí OKK. Produkce byla ukončena koncem roku 2010.

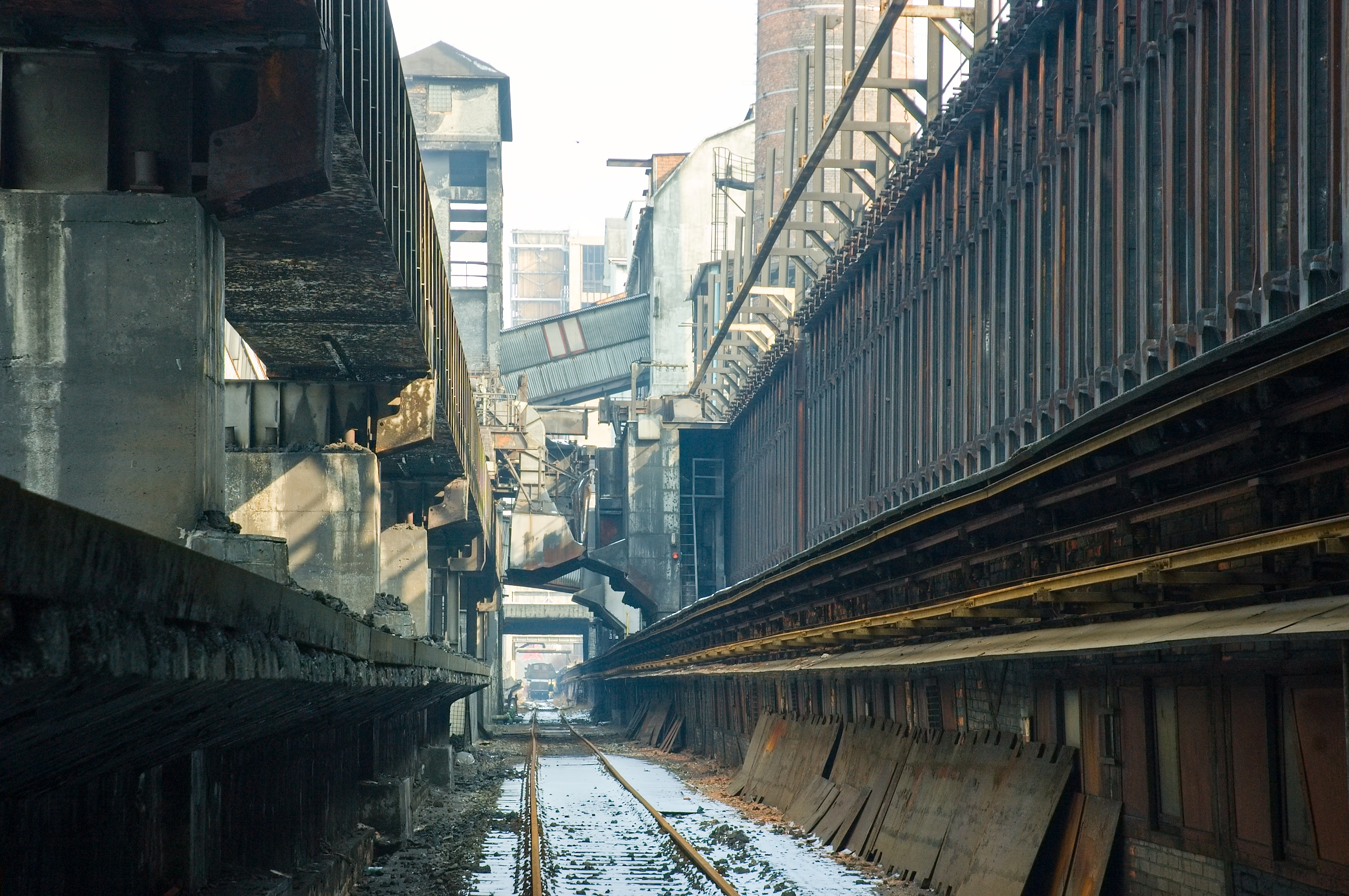
Koksovna po ukončení provozu (2011)

Vyráběn byl především koks používaný jako topivo a redukční činidlo pro vysoké pece. Ten byl kromě vnitrostátního použití také exportován do Maďarska, Švýcarska, Německa, Rakouska a Polska. Vedlejším produktem byl koksárenský plyn, který využívaly dusíkárny, elektrárna a Vítkovické železárny. Dalšími produkty byl benzol, dehet a síran amonný.
| Rok      | Pracovníků | Tun koksu     |
| -------- | ---------- | ------------- |
| 1896     | 74         | 48 427        |
| 1900     | 568        | 182 596       |
| 1913     | 456        | 382 600       |
| 1924     | 492        | 322 200       |
| 80. léta | 1500       | přes 1 milion |